# Larsenbrekka
Larsenbrekka är en kulle i Antarktis. Den ligger i Östantarktis. Norge gör anspråk på området. Toppen på Larsenbrekka är 514 meter över havet.
Terrängen runt Larsenbrekka är kuperad norrut, men söderut är den platt. Terrängen runt Larsenbrekka sluttar norrut. Trakten är obefolkad. Det finns inga samhällen i närheten.